# Caitlyn Jenner
Caitlyn Marie Jenner, alla nascita William Bruce Jenner (Mount Kisco, 28 ottobre 1949), è un personaggio televisivo ed ex multiplista statunitense.
In carriera, prima della transizione, è stata campione olimpico del decathlon ai Giochi di Montréal 1976, e ha detenuto il record mondiale maschile della specialità dall'agosto 1975 al maggio 1980.
Patrigno di Kourtney, Kim, Khloe e Rob Kardashian e padre biologico delle sorelle Jenner (Kendall e Kylie), nel 2015, all'età di 66 anni, intraprende il suo percorso di adeguamento di genere, filmando il tutto attraverso un documentario dal titolo I Am Cait. È una delle personalità più famose che hanno parlato apertamente della loro transizione.

## Biografia
Caitlyn nacque con il nome di William Bruce Jenner a Mount Kisco, da Esther e William Hugh Jenner. Ha un fratello, Burt, e una sorella, Nicole, ambedue più giovani. Burt rimase ucciso in un incidente stradale a Canton, nel Connecticut, poco dopo il successo di Bruce alle Olimpiadi del 1976.
Ha frequentato la Newtown High School a Newtown, Connecticut, dopo avere studiato un anno alla Sleepy Hollow High School, a Sleepy Hollow. Inizialmente cominciò a giocare in una squadra di football americano alla Graceland University, ma in seguito ad un infortunio dovette smettere ed iniziò a praticare atletica leggera. Jenner debuttò con le prove multiple nel 1970.

### Le Olimpiadi di Montréal 1976
La vittoria ai Giochi olimpici di Montréal 1976 rese Jenner molto popolare soprattutto in patria. La sua impresa è anche raccontata nel film Jeux de la XXIème olympiade. Nel film, come in molti altri ufficiali sui Giochi olimpici, viene dato molto risalto alla gara di decathlon. Alle Olimpiadi canadesi la sfida fu tra Jenner, che allora deteneva il record mondiale, il sovietico Mykola Avilov e il tedesco occidentale Guido Kratschmer.
L'Olimpiade è da sempre simbolo di fratellanza tra i popoli e nel film viene volutamente messa in risalto la stima reciproca, quasi amicizia, tra i vari contendenti (il fatto di ritrovarsi tre/quattro volte l'anno a gareggiare per due giorni consecutivi in dieci gare a stretto contatto favorisce i rapporti), seppur sostenuta da una sana rivalità. L'impresa di Jenner ha inoltre ispirato il videogioco per PC Bruce Jenner's World Class Decathlon.

## Vita privata

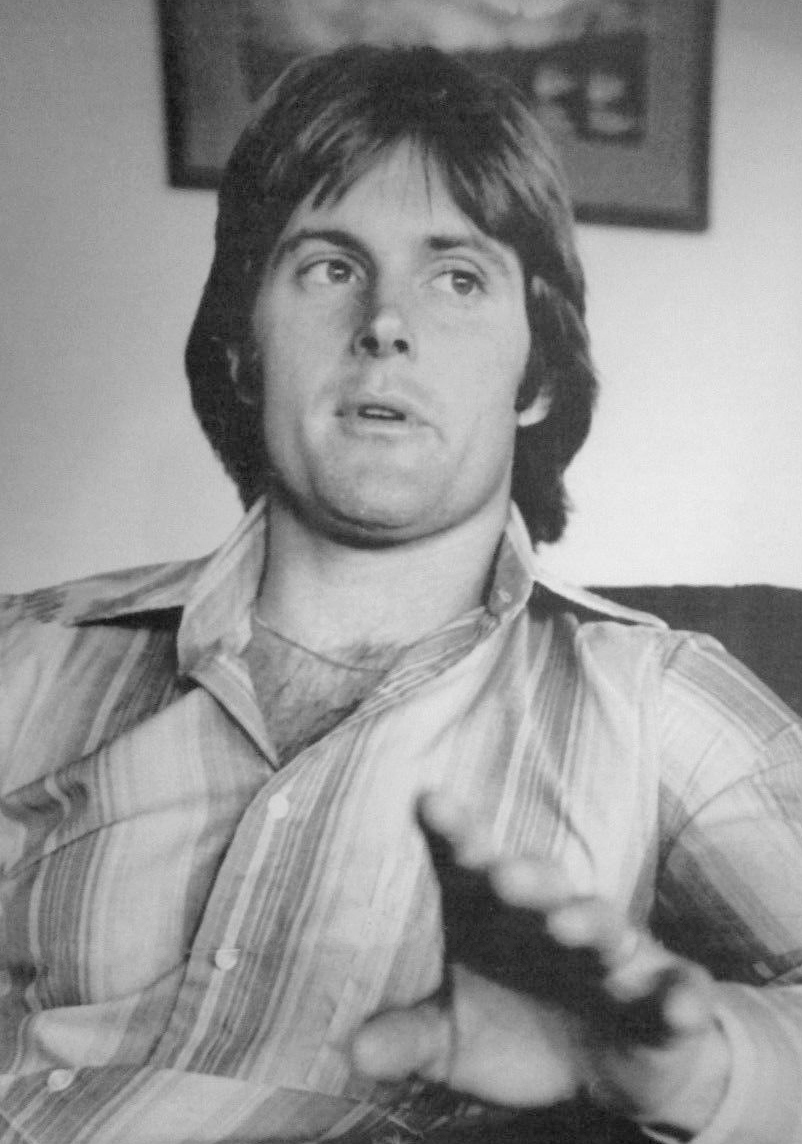
Caitlyn Jenner (all'epoca Bruce) nel 1977

Dal 1972 al 1980 è stato sposato con Chrystie Crownover, da cui ha avuto due figli: Burton "Burt" Wiliam Jenner (6 settembre 1978), chiamato così in onore del fratello scomparso, e Cassandra "Casey" Lynn Jenner (10 luglio 1980).
Dal 1981 al 1985 è stato sposato con Linda Thompson, da cui ha avuto due figli: Brandon Jenner (4 giugno 1981) e Sam Brody Jenner (21 agosto 1983).
Il 21 aprile 1991 sposa Kris Jenner, già Kardashian, diventando patrigno di Kourtney, Kim, Khloé e Robert jr. La coppia ha avuto due figlie: Kendall Jenner (3 novembre 1995) e Kylie Jenner (10 agosto 1997). Nel 2014 la coppia ha annunciato la separazione.
Nell'aprile 2015, in un noto programma statunitense, annuncia di essere una donna transgender, e di volere perciò iniziare la transizione di modo che il suo corpo corrisponda alla sua identità di genere. Nel giugno 2015 la rivista statunitense Vanity Fair pubblica in esclusiva, in copertina, le foto di Jenner post-transizione, che si presenta al mondo intero con il nuovo nome di Caitlyn.

## Politica
Membro del Partito Repubblicano, si candidò nell'aprile 2021 alla carica di governatore della California nelle elezioni indette per revocare il governatore in carica, Gavin Newsom, ed eventualmente eleggerne il successore. Raccolse circa 75 000 voti, equivalenti all'1% e al 13º posto tra i candidati in lizza.

## Palmarès

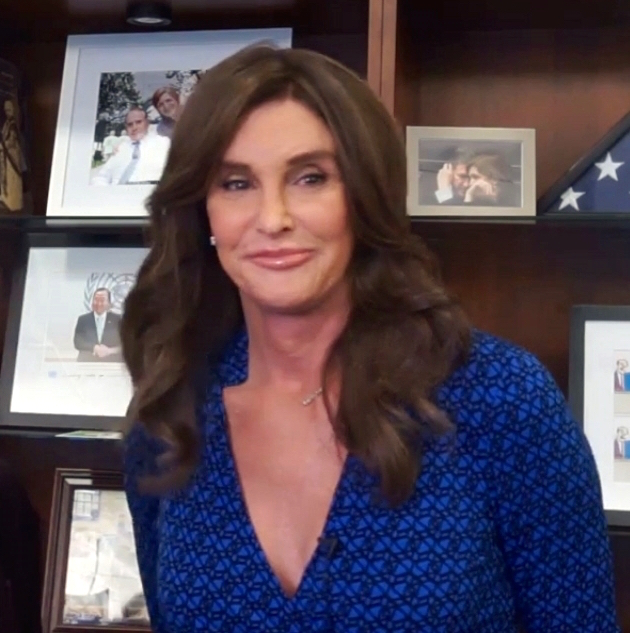
Caitlyn Jenner nel 2015

| Anno | Manifestazione      | Sede              | Evento    | Risultato | Prestazione | Note            |
| ---- | ------------------- | ----------------- | --------- | --------- | ----------- | --------------- |
| 1972 | Giochi olimpici     | Monaco            | Decathlon | 10º       | 7 722 p.    |                 |
| 1975 | Giochi panamericani | Città del Messico | Decathlon | Oro       | 8 045 p.    |                 |
| 1976 | Giochi olimpici     | Montréal          | Decathlon | Oro       | 8 618 p.    | Record mondiale |

## Filmografia

### Cinema
- Can't Stop the Music, regia di Nancy Walker (1980)
- The Big Tease, regia di Kevin Allen (1990)
- Jack e Jill (Jack and Jill), regia di Dennis Dugan (2011)
- Hungover Games - Giochi mortali (The Hungover Games), regia di Josh Stolberg (2014)

### Televisione
- CHiPs – serie TV, 7 episodi (1981)
- Professione pericolo (The Fall Guy) – serie TV, episodio 4x12 (1984)
- Il mio amico Ricky (Silver Spoons) – serie TV, episodio 3x19 (1985)
- La signora in giallo (Murder, She Wrote) – serie TV, episodio 1x16 (1985)
- Love Boat – serie TV, episodio 9x13 (1986)
- Good Sports – serie TV, episodio 1x04 (1991)
- Transparent – serie TV, episodio 3x03 (2016)

### Documentari
- Ciò che l'occhio non vede (Visions of Eight), registi vari (1973)
- America. Ultima frontiera (America: The Story of Us) – docuserie (2010)
- I Am Cait – docuserie (2015-2016)

### Programmi televisivi
- Good Morning America – programma televisivo, 5 episodi (1977-2017) ospite
- The Contender – programma televisivo, episodio 1x16 (2005) ospite
- The Apprentice – game show, episodi 3x17 e 15x07 (2005, 2017) ospite
- Dancing with the Stars – talent show, 7 episodi (2007-2009) ospite
- Al passo con i Kardashian (Keeping Up with the Kardashians) – reality show (2007-2021)
- MADtv – sketch comedy, episodio 14x12 (2009)
- Khloé & Lamar – reality show, episodio 1x05 (2011)
- America's Next Top Model – talent show, episodio 17x05 (2011) ospite
- The X Factor – talent show, episodio 2x19 (2012) ospite
- The View – programma televisivo, 5 episodi (2012, 2017-2021) ospite e co-conduttrice
- Big Brother VIP Australia – reality show (2021) concorrente

## Riconoscimenti
- GLAAD Media Award al miglior reality TV per "I am Cait" (2016)[7]